# Senihiv, Șepetivka
Senihiv (în ucraineană Сенігів) este un sat în comuna Rîlivka din raionul Șepetivka, regiunea Hmelnîțkîi, Ucraina.

## Demografie
Componența lingvistică a localității Senihiv
     Ucraineană (100%)
Conform recensământului din 2001, toată populația localității Senihiv era vorbitoare de ucraineană (100%).